# Hyperaspidius mimus
Hyperaspidius mimus är en skalbaggsart som beskrevs av Thomas Casey 1924. Hyperaspidius mimus ingår i släktet Hyperaspidius och familjen nyckelpigor. Inga underarter finns listade i Catalogue of Life.